# I-51
I-51 — перший великий підводний човен Імперського флоту Японії, споруджений на основі досвіду Першої світової війни.
Враховуючи досягнення німецького підводного флоту під час війни, представники японського ВМФ переоцінили свої погляди на субмарини як засіб охорони прибережної зони та вирішили розпочати спорудження великих кораблів, здатних провадити віддалену розвідку та діяти проти ворожих флотів, які спробують наблизитись до Японії. У 1918 та 1919 фіскальних роках були виділені асигнування для розробки двох типів підводних човнів, прототипами яких стали британські та німецькі субмарини. Першим заклали у 1921-му корабель, спроєктований на основі британського підводного човна типу K та віднесений до типу KD1 (Kaidai-ichi-gata). Його будівництво велось на корабельні ВМФ у Куре, при цьому по завершенні у 1924 році він увійшов до складу флоту як І-51.
На відміну від британського прототипу, човен типу KD1 мав не два парові котли із двома паровими турбінами, а чотири дизелі розробки швейцарської Sulzer (але так само 4 електромотори, як і у британського корабля). При цьому хотіли досягнути надводного ходу у 23 вузли (24 вузли у типу К), проте фактично цей показник становив лише 18,5 вузла. Зате дальність плавання при економічному ході в 10 вузлів становила аж 37 000 км проти 23 200 км у британського човна.
Доволі істотно відрізнялось озброєння. Хоча для типу KD1 так само обрали варіант із 8 торпедними апаратами, проте не 4 носовими та 4 траверзними, а 6 носовими та 2 кормовими, причому більшого діаметра — 533-мм проти 460-мм. З артилерійського озброєння японський човен отримав лише одну 120-мм палубну гармату (проти двох 102-мм та однієї зенітної 76-мм на типі К).
З 1925 по 1935 роки І-51 входив до складу 17-ї дивізії підводних човнів, проте через певні технічні проблеми, передусім з дизелями, фактично так і не став до бойового складу флоту, а використовувався на корабельні ВМФ у Куре для тренувань екіпажів та відпрацювання різних технологій. Зокрема, в 1931-му на ньому змонтували ангар для гідролітака Yokosuka Ro-go Ko-gata, який опускали на воду та підіймали назад за допомогою крану, а в 1933-му на І-51 встановили авіаційну катапульту. Таким чином, за допомогою І-51 перевірили технології, що надалі використовувались для створення японських авіаносних підводних човнів (першим з них став I-5, а всього до кінця Другої світової у Японії встигли побудувати понад пів сотні субмарин, здатних нести літак).
Що стосується типу KD1, то І-51 так і залишився єдиним його представником, а наступні типи великих японських підводних човнів базувались на німецьких прототипах — KD-3, J-1.
1 квітня 1940-го І-51 вивели зі складу ВМФ та здали на злам у 1941-му.